# Офіцинський Василь Андрійович
Василь Андрійович Офіцинський (10 лютого 1966, с. Оглядів — 25 травня 1998, с. Вузлове) — український історик, педагог, публіцист, громадський діяч, учитель історії та права Вузлівського природничо-гуманітарного ліцею. Брат історика Романа Офіцинського.

## Біографія
Народився 10 лютого 1966 року в селі Оглядів, тоді Радехівського району Львівської області. Мати Текля Семенівна, до шлюбу — Олійник (1932—2012) внаслідок політичних репресій засуджена на «довічне спецпоселення» у Сибіру (1950—1958), амністована 1958 року, реабілітована 1992 року, працювала в рільничій бригаді. Батько Андрій Петрович (1932—2006) насильно забраний на шахтарську працю в Донбас (1949—1954), трудився водієм автотранспортного підприємства.
Закінчив Оглядівську середню школу (1983) та Ужгородський державний університет (1991). У 1983‒1984 роках ‒ художник-оформлювач колгоспу «Більшовик» (Оглядів). Дійсну строкову військову службу пройшов у авіаційному полку, дислокованому в Грузії (1984‒1986).
Працював учителем історії та правознавства Вузлівського природничо-гуманітарного ліцею Радехівського району (1991‒1998). Увійшов в історію району і села Вузлове як обдарований учитель: «До нього за порадою зверталися колеги, до нього, мов до чистого джерела, тягнулися діти, щоб напитися любові і знань». Як здобувач кафедри історії України Ужгородського державного університету склав кандидатські іспити і підготував дисертацію, котру не захистив через передчасну смерть.
Автор низки історичних досліджень. Як публіцист і краєзнавець, часто виступав на сторінках Радехівської районної газети «Народна справа». Писав прозу і поезію.
Монографія «Дистрикт Галичина (1941–1944)» – найголовніший результат його наукової діяльності. Її оригінальність відзначено наступним чином: «Праця Василя Офіцинського вражає величезним фактографічним матеріалом, аргументованістю висновків. Автор аналізує політико-правову ситуацію в дистрикті Галичина у 1941–1944 роках, розвиток політичної думки і діяльність політичних сил дистрикту, діяльність українських галицьких організацій».
Помер 25 травня 1998 року, похований у селі Вузлове. Крім наукового і публіцистичного доробку, залишив по собі згадку як митець, зокрема ним були оформлені унаочнення, стенди та експозиції у шкільних кабінетах та бібліотеках Оглядова і Вузлового.

## Праці
- Офіцинський В. Східногалицька періодика 1941—1944 років: політичні та культурні аспекти. Ужгород, 1997. 60 с.
- Офіцинський В. Дистрикт Галичина (1941—1944). Історико-політичний нарис. Ужгород: Ґражда, 2001. 144 с.[10]
- Офіцинський В. та ін. Поступ до рідної школи. Історико-педагогічні нариси. Львів: Дивосвіт, 1998. 156 с.